# Manu Thekkinalil Saji
Manu Thekkinalil Saji (Hindi मनु थेक्किनालिल साजी; * 17. Oktober 2001) ist ein indischer Leichtathlet, der sich auf den 400-Meter-Lauf spezialisiert hat.

## Sportliche Laufbahn
Erste internationale Erfahrungen sammelte Manu Thekkinalil Saji bei den World Athletics Relays 2025 in Guangzhou, bei denen er mit der indischen 4-mal-400-Meter-Staffel eine Direktqualifikation für die Weltmeisterschaften in Tokio verpasste. Anschließend gewann er bei den Asienmeisterschaften in Gumi in 3:03,67 min gemeinsam mit Jay Kumar, Dharmveer Choudhary und Vishal Thennarasu Kayalvizhi die Silbermedaille hinter dem katarischen Team.

## Persönliche Bestzeiten
- 400 Meter: 46,39 s, 22. April 2025 in Kochi